# Гельмут Лотті
Гельмут Лотті (нід. Helmut Barthold Johannes Alma Lotigiers, нар. 22 жовтня 1969, Сінт-Амандсберг, Бельгія) — бельгійський тенор, автор пісень, піаніст. Лотті виконує музику різних стилів і співає різними мовами. Зокрема з Русланою він заспівав українську народну пісню «Лучче було» (Ой не ходи, Грицю).

## Біографія
Гельмут Бартольд Йоганнес Альма Льотіжєр — найстарший син Люка і Ріти (дівоче Лягру), народився в Генті, Бельгія. Його батько є класичним тенором, а його дідусь Барт Льотіжєр (1914—1995) був художнім керівником Гентської опери з 1973 року. Гельмут почав свою співочу кар'єру наслідуючи зовнішній вигляд та манеру співу Елвіса Преслі. Тому йому дали прізвисько «Новий Елвіс» (нід. De Nieuwe Elvis). У 1989 році він взяв участь у передачі голландської радіостанції та посів друге місце за виконання пісні Елвіса Преслі «Мій хлопчик» . Через два місяці він уклав свою першу угоду з німецькою фірмою звукозапису «Аріола» і взяв сценічне ім'я Гельмут Лотті.
Перші його альбоми появилися на початку 1990-х років: «Фламандські ночі» (Vlaamse Nachten, 1990) та «Все, що я відчуваю» (Alles Wat Ik Voel, 1992).

## Дискографія
- 1990 Vlaamse Nachten
- 1992 Alles Wat Ik Voel
- 1993 Memories
- 1994 Just For You
- 1995 Helmut Lotti goes Classic
- 1996 Helmut Lotti goes Classic II

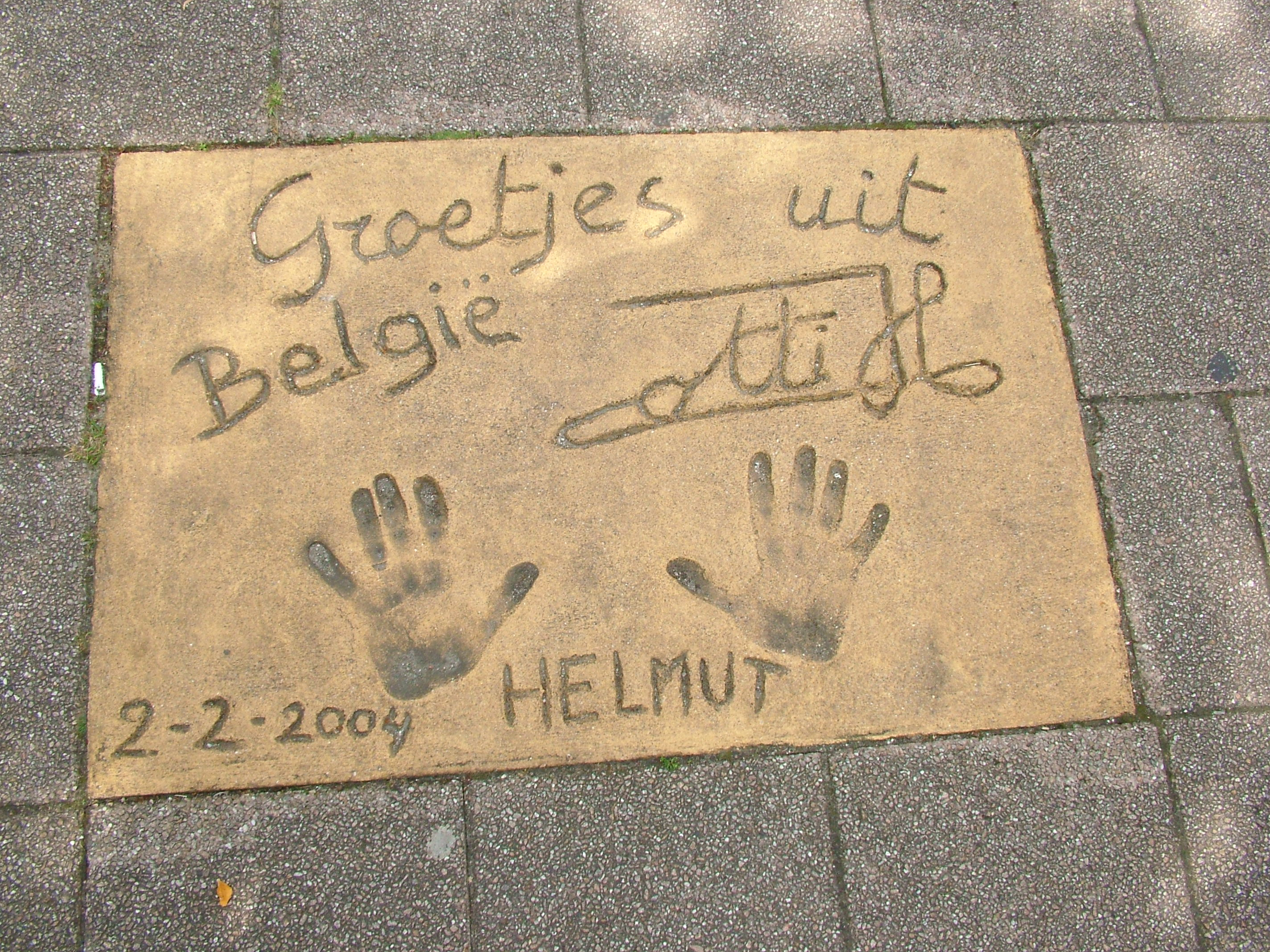
Алея слави в Роттердамі. 2008

- 1997 Helmut Lotti goes Classic III
- 1998 Helmut Lotti goes Classic Final Edition
- 1998 A Classical Christmas With Helmut Lotti
- 1999 Out Of Africa
- 2000 Latino Classics
- 2001 Latino Love Songs
- 2002 My Tribute To The King
- 2003 Pop Classics in Symphony
- 2003 Helmut Lotti Goes Classic Edition Especial en Espanol
- 2004 From Russia With Love
- 2006 My Favourite Classics
- 2006 The Crooners
- 2008 Time To Swing
- 2013 Mijn hart & mijn lijf
- 2015 Faith, Love & Hope